# Never Let Her Go
Never Let Her Go es el segundo álbum de estudio en solitario del músico David Gates. Fue publicado el 20 de enero de 1975 a través del sello discográfico Elektra Records.

## Lista de canciones
Todas las canciones escritas y compuestas por David Gates.
Lado uno
1. «Never Let Her Go» – 2:58
2. «Angel» – 2:28
3. «Playin' on My Guitar» – 2:47
4. «Watch Out» – 2:05
5. «Part Time Love» – 2:23

Lado dos
1. «Chain Me	1:57
2. «Light of My Life» – 2:18
3. «Someday» – 2:02
4. «Greener Days» – 3:36
5. «Strangers» – 4:02

## Créditos y personal
Créditos adaptados desde las notas de álbum de Never Let Her Go.
Personal técnico
- David Gates – productor, arreglos
- Larry Knechtel – productor asociado
- Bruce Morgan – ingeniero de audio
- Glen Christensen – director artístico
- Gribbitt – diseño
- Frank Bez – fotografía

## Posicionamiento
| Gráfica (1975)                                  | Pico de posición |
| ----------------------------------------------- | ---------------- |
| Estados Unidos (Billboard Top LPs & Tape)       | 102              |
| Estados Unidos (Cash Box Top 100 Albums Cont'd) | 101              |